# Landstingsvalen i Sverige 1914
Landstingsvalen i Sverige 1914 genomfördes 1914. Vid detta val valdes halva landstingen i samtliga län för mandatperioden 1914-1918. Den andra halvan hade valts 1912 på ett fyraårigt mandat. Valet påverkade också på sikt första kammarens sammansättning.
I valet tillämpades varken allmän eller lika rösträtt. Istället baserades röstetalen på medborgarnas inkomst vilket, som av tabellen framgår, ofta gynnade den politiska högern.

## Valresultat
| Parti                | Parti                      | Antal röster     | Antal röster | Röstetal  | Röstetal | Röstetal | Mandatfördelning | Mandatfördelning | Mandatfördelning | Mandatfördelning |
| Parti                | Parti                      | Antal            | %            | Antal     | %        | +−       | Valda 1914       | Kvar- stående    | Totalt           | +−               |
| -------------------- | -------------------------- | ---------------- | ------------ | --------- | -------- | -------- | ---------------- | ---------------- | ---------------- | ---------------- |
|                      | Allmänna valmansförbundet  | 122 570          | 39,8         | 1 140 364 | 50,6     | -3,3     | 335              | 361              | 696              | +12              |
|                      | Frisinnade landsföreningen | 103 507          | 33,7         | 598 578   | 26,5     | -1,8     | 170              | 177              | 347              | -49              |
|                      | Socialdemokraterna         | 81 178           | 26,4         | 513 861   | 22,8     | +5,1     | 114              | 78               | 192              | +51              |
|                      | Övriga                     | 326              | 0,1          | 2 919     | 0,1      | —        | 0                | 0                | 0                | —                |
| Antal giltiga röster | Antal giltiga röster       | 307 581          | 100,0        | 2 255 722 | 100,0    |          | 619              | 616              | 1 235            | +14              |
| Ogiltiga röster      | Ogiltiga röster            | 2 329            |              |           |          |          |                  |                  |                  |                  |
| Totalt               | Totalt                     | 309 910 (63,8 %) |              |           |          |          |                  |                  |                  |                  |